# Sjöviksvägen

Sjöviksvägen är en gata i stadsdelen Liljeholmen i Söderort inom Stockholms kommun. Gatan sträcker sig från Brohuset i öst till en korsning med Årstaängsvägen och Årstadalsinfarten i nordväst. Buss 160 och buss 145 (vissa turer) trafikerar en del av gatan. Gatan namngavs 2001.